# Auger-Saint-Vincent
 Auger-Saint-Vincent  ist eine französische Gemeinde mit 521 Einwohnern (Stand 1. Januar 2022) im Département Oise in der Region Hauts-de-France. Sie gehört zum Arrondissement  Senlis und zum Kanton  Crépy-en-Valois.

## Bevölkerungsentwicklung
| Jahr                      | 1962 | 1968 | 1975 | 1982 | 1990 | 1999 | 2009 | 2014 | 2020 |
| Einwohner                 | 362  | 342  | 302  | 324  | 395  | 440  | 521  | 484  | 532  |
| Quelle: Cassini und INSEE |      |      |      |      |      |      |      |      |      |

## Sehenswürdigkeiten
- Kirche St-Caprais, erbaut im 13./16. Jahrhundert (siehe auch: Taufbecken (Auger-Saint-Vincent))

Siehe auch: Liste der Monuments historiques in Auger-Saint-Vincent

## Persönlichkeiten
- James Herbain (1939–2023), Radrennfahrer

## Weblinks

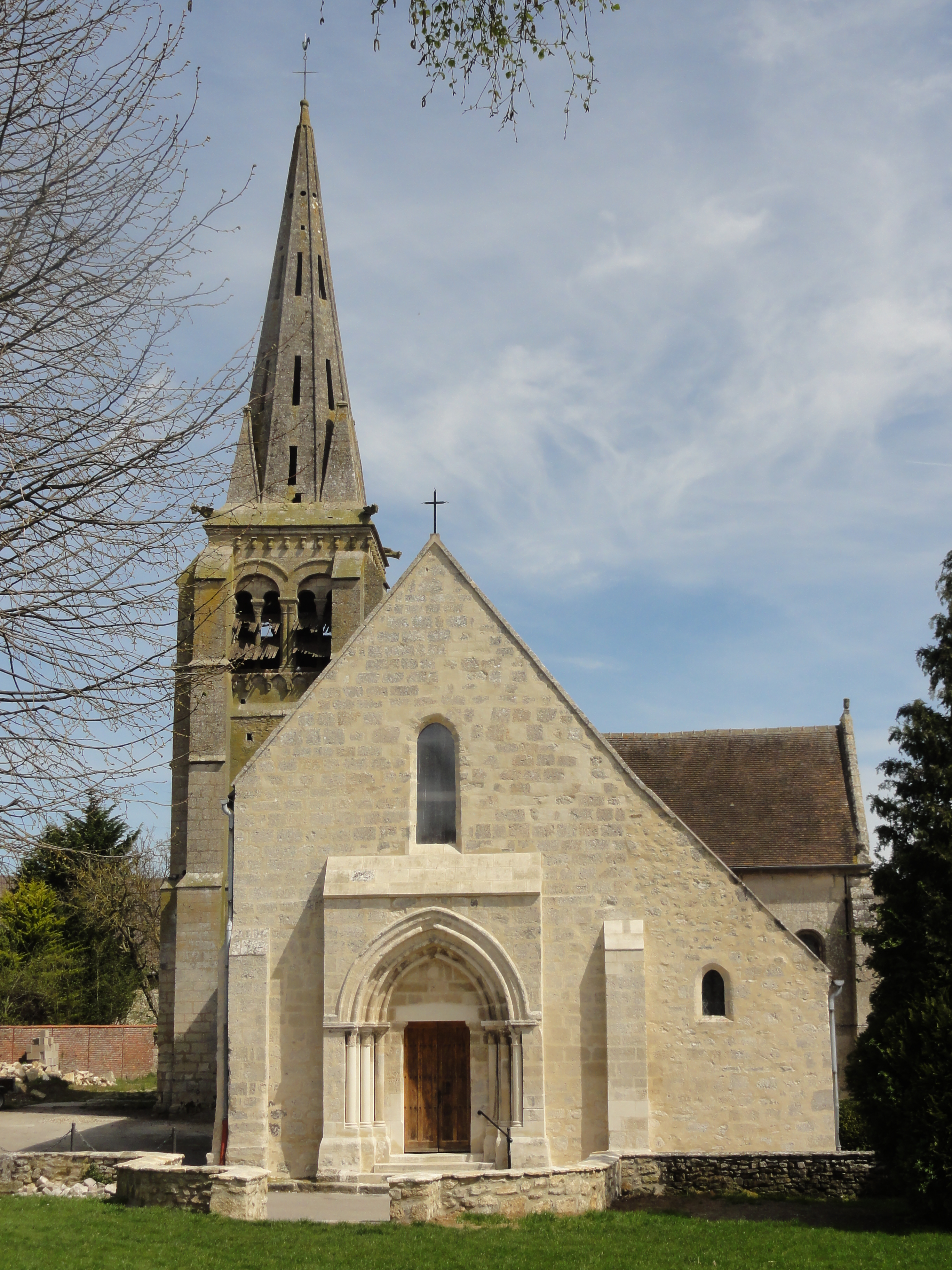
Kirche St-Caprais